# Сухотра Свами
Сухо́тра Сва́ми (IAST: Suhotra Svāmī, англ. Suhotra Swami; домонашеское имя — Сухо́тра Да́с(а), IAST: Suhotra Dāsa, англ. Suhotra Das; имя при рождении — Ро́джер Те́рренс Кро́ули, англ. Roger Terrence Crowley; 11 декабря 1950, Холиок, Массачусетс, США — 8 апреля 2007, Маяпур, округ Надия, Западная Бенгалия, Индия) — индуистский кришнаитский писатель, философ и гуру; один из духовных лидеров Международного общества сознания Кришны (ИСККОН); автор ряда книг на тему вайшнавской философии и веданты.

## Биография

### 1950—1971 гг. Ранние годы
Роджер Терренсе Кроули родился 11 декабря 1950 года в небольшом городке Холиок штата Массачусетс, который считается родиной волейбола. Мать Роджера была англичанкой, а отец, ветеран Второй мировой войны, служил офицером в ВВС США. Когда Роджеру был всего один год от роду, он вместе с семьёй переехал в Японию, на американскую военную базу в Татикава в префектуре Токио. В 1956 году семья Кроули снова сменила место жительства, переехав на Азорские острова. Последующие четыре года Роджер провёл на американской военной базе «Лажеш» на острове Терсейра, где учился в англоязычной школе для детей американских военнослужащих. В этот период Роджер впервые побывал в Германии и Англии, где жили родственники его матери.
Когда Роджеру было 12 лет, его отец ушёл на пенсию, после чего семья поселилась в Детройте. В 1967 году, во время учёбы в школе, ему в руки попала запись мантры «Харе Кришна» в исполнении известного американского поэта-битника Аллена Гинзберга. Гинзберг часто общался с вайшнавским гуру Бхактиведантой Свами Прабхупадой, который за два года до этого приехал в США из Индии и основал в Нью-Йорке Международное общество сознания Кришны.
Мантра Роджеру понравилась и он начал периодически её повторять. В школе Роджер учился на отлично и после её окончания поступил в университет, где ему предложили стипендию. Вскоре, однако, он потерял интерес к учёбе, которая казалась ему бессмысленной, и примкнул к движению хиппи. Он начал экспериментировать с наркотиками и увлёкся восточной философией, йогой и возможностью «расширения сознания». Тогда же он серьёзно заинтересовался дзэн-буддизмом. Проучившись два года, Роджер бросил учёбу и принял буддийского гуру.
В 1971 году в Детройте произошла первая встреча Роджера с кришнаитами, которые поразили его тем, что всегда «выглядели счастливыми». Однажды вечером, в историческом центре Детройта, Роджер встретил на улице группу поющих монахов-кришнаитов. Вдохновившись, он присоединился к ним и принял участие в уличном киртане, а после его окончания нанёс визит в детройтский храм. В это время монахом-послушником в храме служил Индрадьюмна Даса, в будущем ставший известным кришнаитским гуру и проповедником Индрадьюмной Свами.
Роджер принял участие в вечерней церемонии арати, прослушал лекцию по «Бхагавад-гите», принял освящённой пищи прасада и купил экземпляр кришнаитского журнала Back to Godhead. Возвратившись домой, он прочитал журнал несколько раз подряд и по прошествии нескольких дней решил ради эксперимента пожить какое-то время в кришнаитском ашраме. В журнале значилось, что он был опубликован в Бостоне, и Роджер, желая познакомиться с авторами прочитанных им статей, решил отправиться в Бостон. Так как денег для тысячекилометрового путешествия у него не было, в Бостон он приехал на грузовике вместе со своим знакомым водителем-дальнобойщиком.

### 1971—1991 гг. Миссионерская деятельность
Роджер хотел пожить в бостонском храме лишь некоторое время и, «одухотворившись», возвратиться в Детройт. Однако, жизнь в кришнаитском ашраме пришлась ему по душе и, вместо того, чтобы вернуться домой, он принял монашеский образ жизни. В июле 1971 года Роджер получил от Бхактиведанты Свами Прабхупады духовное посвящение и санскритское имя «Сухотра Даса».
В 1970-е годы Сухотра активно занимался проповедью гаудия-вайшнавизма в США. Он был одним из участников проповеднической «Путешествующей группы санкиртаны Радхи-Дамодары», основанной и руководимой Тамалой Кришной Госвами и Вишнуджаной Свами. Входившие в эту группу кришнаитские монахи занимались распространением религиозной литературы и пением мантры «Харе Кришна» в общественных местах, в основном в университетских кампусах. Сухотра также проповедовал в составе так называемой BBT Library Sankirtan Party — проповеднической группы, занимавшейся распространением трудов Бхактиведанты Свами Прабхупады в библиотеках американских вузов. Вместе с Сухотрой в рядах Library Party занимались миссионерской деятельностью также и другие будущие лидеры ИСККОН: Гханашьяма и Сатсварупа Госвами.
Когда в 1974 году Сухотра в составе «Путешествующей группы санкиртаны» находился в Хьюстоне, корреспондент техасского журнала Texas Monthly посетил местный храм кришнаитов и взял у него интервью. В ходе беседы журналист спросил мнение Сухотры о популярном неоиндуистском гуру Махарадж-джи, который в то время находился в Хьюстоне с визитом. Сухотра заявил, что Махараджи-джи был гуру-обманщиком и что его учение не соответствовало базовому тексту индуизма — «Бхагавад-гите»:
То, чем он занимается, не имеет ничего общего со знанием, данным Кришной. Некоторое время эти негодяи могут успешно обманывать, но постепенно люди — подобно Джону Леннону, раскусившему сущность Махариши и написавшему песню «Sexy Sadie» — разочаруются в нём и его мистических фокусах. В Индии у них есть организации, которые наш духовный учитель называет фабриками по производству мистиков. Это места, в которых они производят на свет богов. Желающие обучиться йоге приходят в школу и, например, овладевают методами введения в транс, поверхностно изучают священные тексты, чтобы потом цитировать из них нужные пассажи. Очевидно, что Гуру Махараджи-джи обучился техникам гипноза или чему-то в этом роде, и приехал из Индии с целью хорошенько заработать на американцах. Он просто-напросто дискредитирует истинную духовность.
В 1976 году Сухотра совершил паломничество по святым местам в Индии, а в 1977 году прибыл в Европу, где избрал своей базой Германию. В последующие годы он проповедовал гаудия-вайшнавизм в странах Восточной Европы и Скандинавии.
В 1982 году Сухотра принял санньясу, уклад жизни в отречении, от Харикеши Свами, получив при этом титул «свами». В 1988—1991 годах он активно путешествовал и проповедовал гаудия-вайшнавизм в разных странах мира, в основном в Азии и Австралии.

### 1991—2003 гг. Деятельность в руководстве ИСККОН
В 1991 году Сухотра Свами был избран членом Руководящего совета — коллегиального органа управления ИСККОН. На этом посту Сухотра Свами курировал деятельность ИСККОН в таких странах, как Норвегия, Финляндия, Нидерланды, Бельгия, Люксембург, Польша, Чехия, Словакия, Румыния, Болгария и Греция. Одновременно с этим он продолжал проповедовать и выступать с лекциями. В 1996—1997 годах Сухотра Свами исполнял обязанности председателя Руководящего совета, а в 2003—2007 годах был членом сформированного Руководящим советом консультативного комитета по шастрам (священным писаниям), который занимался разрешением спорных философских и богословских вопросов.

### 2003—2007 гг. Последние годы в Индии. Смерть
В 2003 году Сухотра Свами оставил свои обязанности члена Руководящего совета ИСККОН и стал проводить большую часть своего времени в Индии, одновременно продолжая проповедовать в Европе. В 2005 году он окончательно поселился в Маяпуре, Западная Бенгалия, посвятив себя литературной деятельности. Сухотра Свами умер 8 апреля 2007 года в Маяпуре, где в его честь в 2009 году был возведён самадхи (индуистский мавзолей).
После смерти Сухотры Свами, Киммо Кетола, один из ведущих финских религиоведов, отозвался о нём следующим образом:
Сухотра Махараджа был первым свами ИСККОН, у которого я взял интервью в ходе моих исследований. Я помню нашу первую встречу очень ясно. Позже, я встречался с ним несколько раз и мы провели много интересных бесед, которые дали мне очень много. По-моему он объединил в себе основные ценности ИСККОН: широкое и глубокое философское понимание в сочетании с теплотой и истинно теистической духовностью. У меня осталось очень позитивное и тёплое впечатление о нём.

## Литературная деятельность
В середине 1990-х годов Сухотра Свами занялся литературной деятельностью, написав шесть книг и ряд статей на тему вайшнавизма и философии веданты. Его последняя книга Vedanta Psychology была опубликована всего за несколько недель до его смерти. Книги Сухотры Свами переведены и изданы на многих языках мира, в том числе и на русском.
В книге Apasampradayas: Deviant Vaisnava Sects, Сухотра Свами описал различные апасампрадаи, или секты, отколовшиеся от традиции гаудия-вайшнавизма в период между Чайтаньей (1486—1534) и Бхактивинодой Тхакуром (1838—1914). В этой книге, Сухотра Свами также объяснил, как Бхактивинода проповедовал против них.
Книгу Сухотры Свами Substance and Shadow: The Vedic Method of Knowledge (1996) религиовед Фрэнк Моралес отнёс к числу работ, «прямо или косвенно освещающих содержание философской мысли Дживы Госвами» (одного из величайших гаудия-вайшнавских богословов).

### На русском
- Сухотра Свами. Тень и реальность. Ведический метод познания / Пер. с англ. Натальи Кротовской, Ирины Москвина-Тархановой. — М.: Философская книга, 1998. — 331 с. — 1000 экз. — ISBN 5820500016.
  - Сухотра Свами. Тень и реальность. Ведический метод познания / Пер. с англ. Кротовской Н., Москвиной-Тархановой И. — 2-е изд. — М.: Философская книга, 2008. — 320 с. — 1500 экз. — ISBN 3906347354.
- Сухотра Свами. За пределами матрицы или трансцендентный персонализм / Перевод: Двиджати Пуджика Дас (Дмитрий Лайло). — М.: Облако нектара, 2003. — 177 с.
- Сухотра Свами. Психология веданты / Пер. с англ. Саблин А.. — М.: Философская книга, 2019. — 140 с. — ISBN 978-5-8205-0504-1.

### На английском
Книги
- Suhotra Swami. The Apasampradāyas. Deviant Vaiṣṇava Sects. — 1991.
  - Suhotra Swami. The Apasampradāyas. Deviant Vaiṣṇava Sects. — 2nd ed. — Mayapur: Bhaktivedanta Academy, 1997. — 83 p.
- Suhotra Swami. Substance and Shadow: The Vedic Method of Knowledge. — Zürich: Govinda Press, 1996. — 351 p. — ISBN 3906347354.
  - Suhotra Swami. Substance and Shadow: The Vedic Method of Knowledge. — 2nd ed. — Zürich: Govinda Press, 1998. — 309 p. — ISBN 3906347370.
- Suhotra Swami. Six Systems of Vedic Philosophies. — Mayapur: Bhaktivedanta Academy, 1997. — 170 p. — 300 экз.
  - Suhotra Swami. Ṣaḍ-darśanam: The Six Systems of Vedic Philosophies. — 2nd ed. — Mayapur: Bhaktivedanta Academy, 2008. — 210 p. — 100 экз.
- Suhotra Swami. Transcendental Personalism: Vedic Answers for the Human Situation. — Neuhausen: Govinda Press, 1998. — 172 p. — ISBN 3906347389.
  - Suhotra Swami. Transcendental Personalism: Vedic Answers for the Human Situation. — 2nd ed. — Neuhausen: Govinda Press, 2002. — 172 p. — ISBN 3906347389.
- Suhotra Swami. Dimension of Good and Evil: The Moral Universe and Vaiṣṇava Philosophy. — Helsinki: Desire Tree, 2000. — xvi, 336 p. — ISBN 9529118317.
  - Suhotra Swami. Dimension of Good and Evil: The Moral Universe and Vaiṣṇava Philosophy. — 2nd ed. — Helsinki: Krishna-liike Iskcon Suomessa, 2008. — 370 p. — ISBN 9529249225.
- Suhotra Swami. Vedānta Psychology: India's Ancient Wisdom of the Mind. — Mayapur: Bhaktivedanta Academy, 2007. — 156 p. — ISBN 9529210930.

Главы в книгах
- Suhotra Swami. The Deviation of Kālā Kṛṣṇadāsa; "Factual Evidence" of Falldown from the Lord's Association // Hridayananda Dasa Goswami Our Original Position: Śrīla Prabhupāda and the Vaiṣṇava Siddhānta. — Mayapur: ISKCON GBC Press, 1996.
- Suhotra Swami. Gaudiya Cosmotheism // Danavir Goswami Bhu-gola Tattva: Science of the Round Earth. — Missouri: Rupanuga Vedic College, 2007. — С. 189—326. — ISBN 1934405035.

Статьи
- Suhotra Dāsa. The Real Danger - An answer from ISKCON, West Germany // New Religious Movements Up-Date. — Århus: Dialog Center, 1980. — Вып. 4, № 1—2. — С. 32—38. — ISSN 0105-9998.
- Suhotra Dāsa. At the Edge: On this line of confrontation between two powerful political doctrines, the hope of world peace is precariously balanced (недоступная ссылка — история) // Back to Godhead. — 1980. — Вып. 15, № 7. — С. 5—7. — ISSN 0005-3643.
- Suhotra Dāsa. Pilgrims from the New World: Pursuing the phantoms of a historical identity in Europe (недоступная ссылка — история) // Back to Godhead. — 1980. — Вып. 15, № 8. — С. 23. — ISSN 0005-3643.
- Suhotra Dāsa. Two Faces of Kṛṣṇa: To those who refuse to love His smiling, gentle form, Kṛṣṇa shows another . . (недоступная ссылка — история) // Back to Godhead. — 1981. — Вып. 16, № 11. — С. 21—22. — ISSN 0005-3643.
- Suhotra Dāsa. Poland's Double Darkness: As we in the "free world" watch the Poles agonize under martial law, we may forget the more basic bondage we share with them (недоступная ссылка — история) // Back to Godhead. — 1982. — Вып. 17, № 4. — С. 5, 28. — ISSN 0005-3643.
- Suhotra Dāsa. Hare Kṛṣṇa—A Spiritual Force at the Antinuclear Rally: Report from Bonn (недоступная ссылка — история) // Back to Godhead. — 1982. — Вып. 17, № 9. — С. 6—9. — ISSN 0005-3643.
- Suhotra Swami. In Search of Happiness: There are many ways to try to find it, but only one will give us the full enjoyment and complete freedom we're looking for (недоступная ссылка — история) // Back to Godhead. — 1983. — Вып. 18, № 7. — С. 23—24, 27. — ISSN 0005-3643.
- Suhotra Swami. Transcendental Commentary on the Issues of the Day: 1984 Revisited (недоступная ссылка — история) // Back to Godhead. — 1984. — Вып. 19, № 1. — С. 12—13. — ISSN 0005-3643.
- Suhotra Swami. Transcendental Commentary on the Issues of the Day: Peace Talks Paradox (недоступная ссылка — история) // Back to Godhead. — 1984. — Вып. 19, № 2—3. — С. 23, 30. — ISSN 0005-3643.
- Suhotra Swami. Chanting the Holy Names in West Berlin: Now the people in this politically tense city have something to sing about (недоступная ссылка — история) // Back to Godhead. — 1986. — Вып. 21, № 1. — С. 12—13, 35. — ISSN 0005-3643.
- Suhotra Swami. Transcendental Commentary on the Issues of the Day: Terror From The Year Zero (недоступная ссылка — история) // Back to Godhead. — 1986. — Вып. 21, № 8. — С. 12. — ISSN 0005-3643.
- Suhotra Swami. Romanian Breakthrough: Romanians and Czechs dance to the holy names of Kṛṣṇa: Romanian Vignettes (недоступная ссылка — история) // Back to Godhead. — 1991. — Вып. 25, № 2. — С. 41—42. — ISSN 0005-3643.
- Suhotra Swami. Deviant Vaiṣṇava Sects. Part One: Caste Gosvāmīs and Smārta-brāhmaṇas (недоступная ссылка — история) // Back to Godhead. — 1991. — Вып. 25, № 3. — С. 36—38, 54. — ISSN 0005-3643.
- Suhotra Swami. Deviant Vaiṣṇava Sects. Part Two: Prākṛta-sahajiyās (недоступная ссылка — история) // Back to Godhead. — 1991. — Вып. 25, № 4. — С. 19—22. — ISSN 0005-3643.
- Suhotra Swami. Deviant Vaiṣṇava Sects. Part Three: Ativādī, Āula, Bāula, Sain, and Daraveṣa (недоступная ссылка — история) // Back to Godhead. — 1991. — Вып. 25, № 5. — С. 39—40, 50. — ISSN 0005-3643.
- Suhotra Swami. Deviant Vaiṣṇava Sects. Part Four: Kartābhāja and Neḍā-Neḍī (недоступная ссылка — история) // Back to Godhead. — 1991. — Вып. 25, № 6. — С. 47—48. — ISSN 0005-3643.
- Suhotra Swami. Channeling: Extrasensory Deception? (недоступная ссылка — история) // Back to Godhead. — 1998. — Вып. 32, № 5. — С. 50—56. — ISSN 0005-3643.
- Suhotra Swami. Doubt and Certainty In Krishna Consciousness (недоступная ссылка — история) // ISKCON Communications Journal. — 1995. — Вып. 3, № 2. — ISSN 1358-3867.

### На немецком
- Suhotra Dasa. Krischna-Bewusstsein und Christentum - unvereinbar?. — Vaduz: Bhaktivedanta Book Trust, 1981. — vi, 33 с. — ISBN 0892130458.

### На испанском
- Suhotra Swami. Apasampradāyas (Desviaciones de la Sucesión Discipular) / Traducción del Inglés: Harinama dāsa. — México: Templo Virtual de ISKCON, 2002. — 86 с.

### На болгарском
- Сухотра Свами. Същност и сянка: Ведическият метод на знанието. — Лик, 1998. — 301 с. — ISBN 9546071501.
- Сухотра Свами. Трансцендентален персонализъм: Ведически отговори за човешкото положение / Прев. от англ. Ирина Черкелова. — Удияна, 1998. — 206 с. — ISBN 9549831019.

### На чешском
- Suhotra Svámí. Podstata a stín – védský princip poznání / z anglického originálu přeložil Jaroslav Blažek. — Praha: Radha Raman, 2009. — 236 с. — ISBN 8025478203.
- Suhotra Svámí. Transcendentální personalismus: védské odpovědi na postavení lidstva / z anglického originálu přeložil Jaroslav Blažek. — Praha: Vidyagati dás, 2010. — 147 с. — ISBN 8025474992.